# Parklawn
Parklawn est une census-designated place du comté de Stanislaus, dans l’État de Californie, aux États-Unis. Sa population s’élevait à 1 337 habitants lors du recensement de 2010.

## Source
- (en) Cet article est partiellement ou en totalité issu de l’article de Wikipédia en anglais intitulé « Parklawn, California » (voir la liste des auteurs).